# Adrien Houngbédji

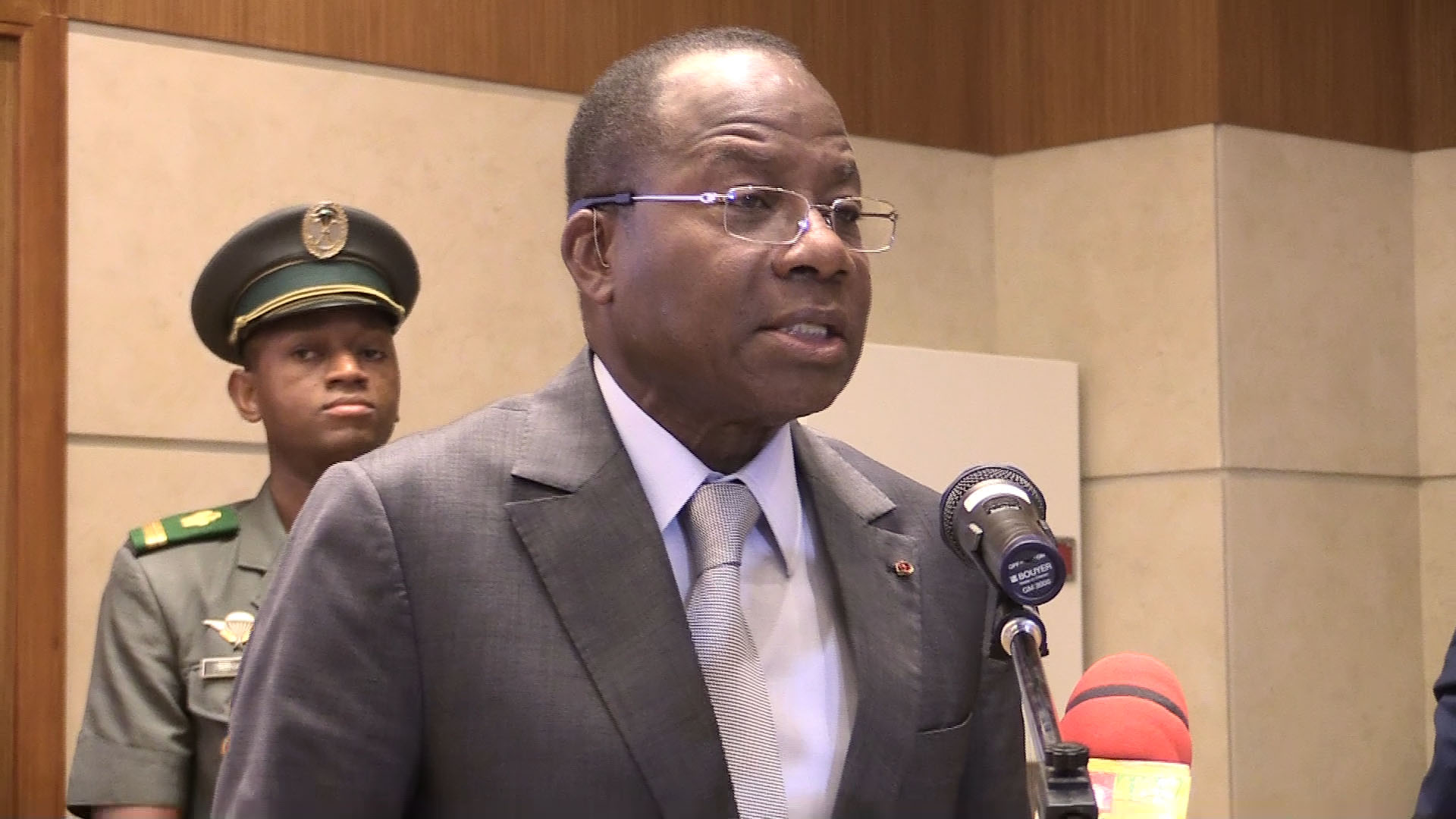
Adrien Houngbédji, 2019

Adrien Houngbédji (* 5. März 1942 in Aplahoué) ist ein Politiker aus Benin und seit April 2015 wieder Sprecher der Nationalversammlung. Bei der Präsidentenwahl 2006 galt er nach Boni Yayi als aussichtsreicher Kandidat, nachdem Amtsinhaber Mathieu Kérékou altersbedingt nicht mehr antreten durfte. Er unterlag Yayi Boni allerdings ebenso wie bei den letzten Präsidentschaftswahlen 2011, bei denen er gut 35 % der Stimmen erreichte.

## Leben

### Anfänge
Adrien Houngbédji wurde 1942 in Aplahoué, Benin geboren. 1967 errang er einen Doktortitel in Jura. Im selben Jahr wurde er Klassenbester an der rechtswissenschaftlichen Fakultät der Sorbonne in Paris. Danach gründete er in Cotonou eine erfolgreiche Kanzlei; diese musste er nach einem Todesurteil gegen ihn (wegen Unterstützung der Opposition gegen das Kérékou-Regime) aufgeben. Er floh aus dem Gefängnis und ging nach Gabun ins Exil, wo er seinen Beruf wieder ausüben konnte.

### Rückkehr nach Benin
1990 kehrte er nach Benin zurück, um an der Nationalen Konferenz teilzunehmen, die den Staat in eine Demokratie mit mehreren Parteien führen sollte. 1991 wurde er schließlich zum Kongresssprecher ernannt und 1996 auch zum Premierminister befördert. In dieser Funktion blieb er bis 1998 tätig; ein Jahr später wurde er wieder Kongresssprecher sowie auch Vizepräsident der „ACP-EU Joint Parliamentary Assembly“, dies allerdings erst 2001. Die 1990 von ihm gegründete Partei Parti du renouveau démocratique (dt.: Partei der Erneuerung der Demokratie) ist zurzeit die stärkste Partei Benins.

## Veröffentlichungen
- Il n’y a de richesse que d’hommes. éditions l’Archipel, 2005

| Personendaten    | Personendaten         |
| ---------------- | --------------------- |
| NAME             | Houngbédji, Adrien    |
| KURZBESCHREIBUNG | beninischer Politiker |
| GEBURTSDATUM     | 5. März 1942          |
| GEBURTSORT       | Aplahoué              |